# Чорний Сергій Іванович
Сергій Іванович Чорний (7 жовтня 1886, Костянтинівка, Олександрійський повіт, Херсонська губернія — 8 жовтня 1952, Регенсбург, ФРН) — полковник Армії УНР.

## Життєпис
Сергій Іванович Чорний народився у селі Костянтинівка Олександрійського повіту Херсонської губернії (нині Олександрійський район, Кіровоградська область). Останнє звання у російській армії — штабс-капітан.
1918 року — командир батареї Гайдамацького Коша Слобідської України. З лютого 1919 року — командир 7-ї батареї Січових стрільців, яка входила до складу 1-го гарматного полку Січових стрільців Дієвої армії УНР.
Після розформування Корпусу Січових стрільців 6 грудня 1919 року, з рештками 7-ї батареї приєднався до Дієвої армії УНР та брав участь у Першому Зимовому поході як командир артилерійського дивізіону Київської дивізії.
З червня 1920 року — командир 10-го гарматного куреня 4-ї Київської дивізії Армії УНР. З 15 жовтня 1921 року — помічник начальника Окремого загону полковника Палія-Сидорянського, що складався з 4-го Київського кінного полку та кадрів гарматної батареї. У складі Подільської повстанської групи брав участь у Другому зимовому поході. Після поранення Палія-Сидорянського 1 листопада 1921 року в бою під Авратином став командиром групи.
У 1920-30-х роках жив на еміграції у Польщі.
З 1945 року — у Західній Німеччині, був одним із ініціаторів створення Спілки українських вояків. Нагороджений Хрестом Симона Петлюри. Помер 8 жовтня 1952 року у Регенсбурзі.